# Parafia św. Jana Apostoła i Ewangelisty w Ignalinie
Parafia świętego Jana Apostoła i Ewangelisty w Ignalinie – parafia rzymskokatolicka znajdująca się w archidiecezji warmińskiej, w dekanacie Lidzbark Warmiński.